# بری سالزبرگ
بری سالزبرگ، (به انگلیسی: Barry Salzberg) (زاده اکتبر ۱۹۵۳) کارآفرین، حسابدار، وکیل و مدیر ارشد اجرایی آمریکایی است، که از سال ۲۰۱۱ به‌عنوان مدیر عامل اجرایی شرکت دیلویت فعالیت می‌نماید.